# Cao Vej
Cao Vej (Cao Wei) (kínaiul 曹魏) vagy Korai Vej (Wei)) dinasztikus állam volt Kínában i. sz. 220 és 266 között; egyike volt annak a három államnak, amely a Három királyság korában a egyeduralomért küzdött. Cao Vej (Cao Wei)t a Keleti Han-dinasztia bukásakor alapította Cao Cao hadúr és fia, Cao Pi alakította császársággá.
Neve onnan származik, hogy alapítóját az utolsó Han-császár, Hszien (Xian) Vej (Wei) hercegévé, majd királyává nevezte ki és Cao Cao a nevet önállósodását követően is megtartotta. A kortársak csak Vej (Wei)ként ismerték az államot, Cao Vej (Cao Wei)nek a történetírók nevezték, hogy megkülönböztessék a többi, hasonló nevű kínai államtól. A 240-es években a kiskorú császárok melletti régensek (a Sze-ma (Sima) klán tagjai) fokozatosan egyre nagyobb hatalomra tettek szert, míg végül 266-ban Sze-ma Jen (Sima Yan) lemondatta Cao Huant és császárrá kiáltva ki magát megalapította a Csin (Jin)-dinasztiát.

## Története
A Han-dinasztia utolsó uralkodója, Xian (Hszien, ) idején (aki már csak bábcsászár volt a hadurak kezében) Észak-Kína Cao Cao kancellár uralma alá került. A császár 213-ban ráruházta a Vej (Wei) hercege (kung (gong)ja) címet és tíz várost is rendelkezésére bocsátott, amelyek együttes régiója megkapta a Vej (Wei) nevet. Ugyanekkor Dél-Kínán két másik hadúr, Liu Pej (Liu Bei) és Szun Csüan (Sun Quan) osztozott. 216-ban Hszien (Xian) előléptette Vej (Wei) hercegét Vej (Wei) (vazallus) királyává.
Cao Cao 220-ban meghalt és címét fia, Cao Pi örökölte. Ő még ugyanabban az évben, december 11-én lemondatta Hszien (Xian)t és elorozta a császári trónt, megalapítva a Vej (Wei) dinasztiát. Liu Pej (Liu Bei) azonban maga is császárrá kiáltotta ki magát és az általa ellenőrzött területen megalapította Su Han (Shu Han) államát. Szun Csüen (Sun Quan) egy ideig még formálisan Vej (Wei) vazallusa maradt, de 222-ben függetlenedett tőle, 229-ben pedig felvette a Vu (Wu) császára címet.
Az államot a kortársak csak Vej (Wei)ként (魏) ismerték; a későbbi történetírók Cao Vej (Cao Wei)nek (曹魏) nevezték el, hogy megkülönböztessék a kínai történelem többi, hasonló nevű államától.

### Cao Pi és Cao Zsuj uralma
Cao Pi hat évi uralkodás után 226-ban halt meg és fia, Cao Zsuj (Cao Rui) követte a trónon. Ő 239-es haláláig kormányozta az országot. Mindketten számos háborút vívtak a két rivális állammal, Su Han (Shu Han)nal és Keleti Vu (Wu)val.
228 és 234 között Su Han (Shu Han) kancellárja és régense, Csu-ko Liang (Zhuge Liang) öt hadjáratot is indított Vej (Wei) ellen, annak nyugati határain, nagyjából a mai Kanszu (Gansu) és Senhszi (Shaanxi) tartományok területén. Célja az volt hogy elfoglalja a régi fővárost, Csangan (Chang'an)t, amelynek birtoklása egyúttal megnyitotta volna az utat Vej (Wei) fővárosa, Lojang (Luoyang) felé. Támadásait a Cao Csen (Cao Zhen), Sze-ma Ji (Sima Yi), Csang Ho (Zhang He) és más hadvezérek által irányított vej (wei)i seregek visszaverték és az inváziók kudarcba fulladtak.
A keleti és déli határokon Keleti Vu (Wu)val keveredtek fegyveres konfliktusokba a 220-as és 230-as években. A legtöbb összecsapás azonban patthelyzetet hozott és egyik félnek sem sikerült jelentős területi nyereséget elkönyvelnie.

### Sze-ma Ji liaotungi hadjárata

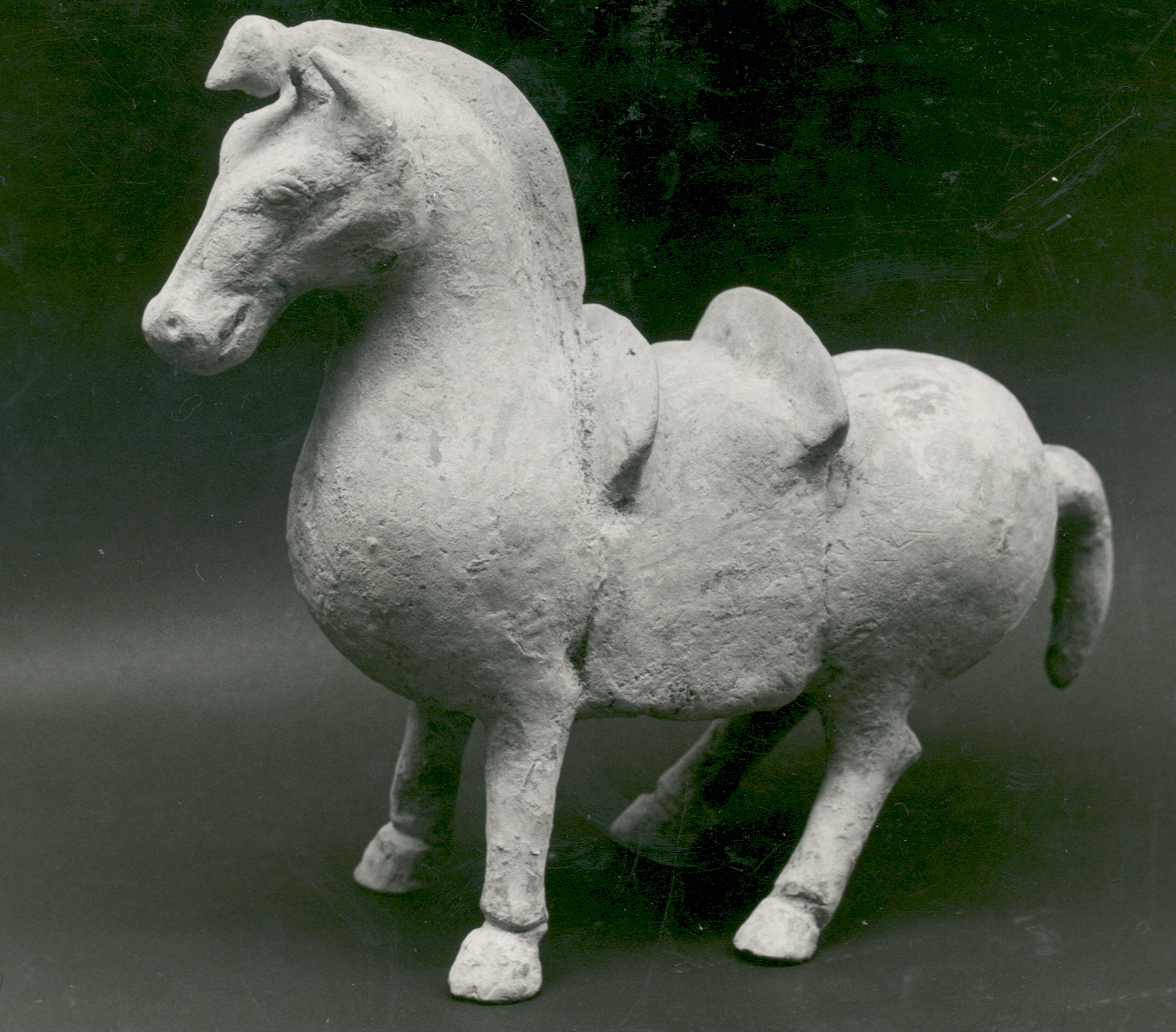
Cao Vej (Cao Wei) korából származó lószobrocska

237-ben az északkeleti Liaotung (Liaodong) tartományban fellázadt a Vej (Wei)-vazallus Kungszun (Gongsun)-klán. Az ellenük küldött császári hadvezér, Kuan-csiu Csien (Guanqiu Jian) először kénytelen volt visszafordulni az áradások miatt, így a következő évben Sze-ma Ji (Sima Yi) vezette azt a 40 ezres sereget, amely leverte a felkelést. Sze-ma Ji (Sima Ji) kogurjói segítséggel három hónapon át ostromolta a lázadók székhelyét, Hsziangping (Xiangping)et, amit 238 szeptember végén el is foglalt. A klán vezéreinek sikerült áttörniük az ostromlókon, de elfogták és megölték őket.

### A kogurjói háborúk
Nagyjából ekkoriban a megerősödött koreai Kogurjo királysága elkezdte megszállni a kínai fennhatóság alatt lévő területeket a Koreai-félszigeten. A háborúskodást Kogurjo kezdte, amikor 242-ben egy kulcsfontosságú erőd megtámadásával megpróbálta elvágni a kínai kolóniákat anyaországuktól. Vej (Wei) ellentámadással reagált, legyőzték a koreaiakat és 244-ben elpusztították Hvando (Hwando) városát. A kogurjói király menekülni kényszerült, a vazallusi státuszba kényszerített törzsek függetlenedtek tőle. Bár a királyt nem fogták el és új székhelyen sikerült udvarát felállítania, de Kogurjo annyira meggyengült, hogy ezt követően fél évszázadig meg sem említették a kínai krónikákban.

### A Vej-dinasztia bukása
Cao Zsuj (Cao Rui) 239-es halála után hét éves fogadott fia, Cao Fang örökölte a trónt a dinasztiába tartozó Cao Suang (Cao Shuang) régenssége mellett. 249-ben Sze-ma Ji (Sima Yi) puccsal elmozdította (majd kivégeztette) Cao Suang (Cao Shuang)ot és ő vette át a régensi pozíciót. Ezzel a tényleges hatalom végleg kikerült a Cao család kezéből és Sze-ma Ji (Sima Yi) vált az állam urává. Cao Fang báburalkodó maradt még felnőtté válását követően is. Vang Ling (Wang Ling) hadvezér fellázadt ugyan Sze-ma Ji (Sima Yi) ellen, de gyors vereséget szenvedett és kénytelen volt öngyilkosságot elkövetni. Bár Sze-ma Ji (Sima Yi) 251 szeptemberében meghalt, fia, Sze-ma Si (Siam Shi) apjának minden pozícióját megtartotta.

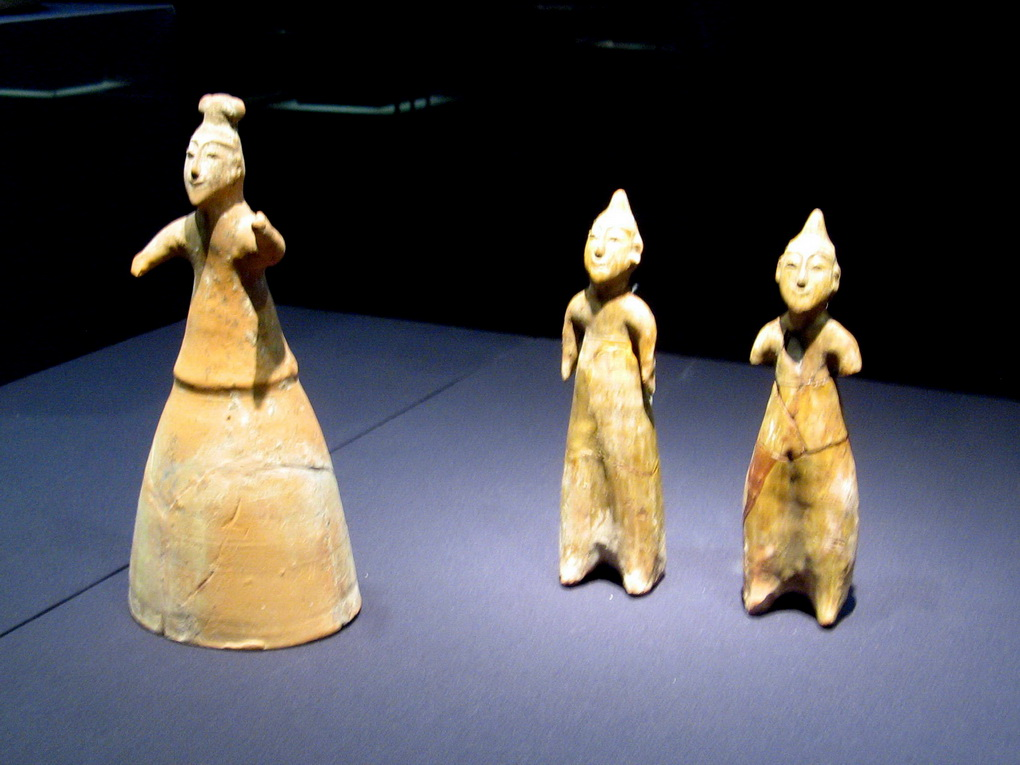
Szeladonfigurák a Cao Vej (Cao Wei)-dinasztia korából

Cao Fang 254-ben összeesküvést szervezett Sze-ma Si (Sima Shi) megbuktatására, de habozása miatt a régens megtudta a tervét és megfosztotta őt a császári címtől. Helyére a 13 éves Cao Mao került. Kuan-csiu Csien (Guanqiu Jian) és Ven Csin (Wen Qin) hadvezérek fellázadtak és bár a felkelést leverték, ennek során a szemműtéten átesett Sze-ma Si (Sima Shi) túlerőltette magát, sebe elfertőződött és 255 márciusában meghalt. Előtte azonban hatalmát átadta öccsének, Sze-ma Csaó (Sima Zhaó)nak.
258-ban Sze-ma Csao (Sima Zhao) sikeresen elfojtotta Csu-ko Tan (Zhuge Dan) hadvezér felkelését. 260-ban Cao Mao államcsínnyel próbálta visszaszerezni a hatalmat, de eközben megölték. Sze-ma Csao (Sima Zhao) a 14 éves Cao Huant tette meg a Vej (Wei)-dinasztia ötödik császárává, aki - elődeihez hasonlóan - semmilyen tényleges hatalommal nem rendelkezett.
263-ban Vej (Wei) seregei elfoglalták és annektálták a tehetetlen és inkompetens Liu San (Liu Shan) császár által vezetett Su Han (Shu Han) államot. Ezt követően a győztes Csung Huj (Zhong Hui) hadvezér és a Su Han (Shu Han)-beli Csiang Vej (Jiang Wei) szervezett sikertelen összeesküvést Sze-ma Csao (Sima Zhao) ellen. 263-ban Sze-ma Csao (Sima Zhao) megkapta a császártól a "kilenc kitüntetést" (a legmagasabb fokú uralkodói elismerést, amelyet azonban a kínai történelemben gyakran trónbitorlás követ) és a Csin (Jin) hercege címet; a következő évben ezt tovább fokozták Csin (Jin) királyává. Sze-ma Csao (Sima Zhao) azonban nem már nem ülhetett a császári trónra, mert 265 szeptemberében meghalt. A család munkáját legidősebb fia, Sze-ma Jen (Sima Yan) végezte be, amikor 266 februárjában lemondatta Cao Huant és császárrá kiáltva ki magát megalapította a Csin (Jin)-dinasztiát. Cao Huan életét megkímélte, a volt császár rangjának megfelelő körülmények között élhetett 302-ben bekövetkező haláláig.

## Kormányzat
Vej (Wei) kormányzati rendszere a korábbi Han-dinasztia módszereit követte. Cao Pi két különálló kormányzótestületet hozott létre, a Központi Felügyeletet (中書監) és a Mozgó Császári Titkárságot (行尚書臺), hogy csökkentse a Császári Titkárság (尚書臺) befolyását és megerősítse a központi kormányzatot.
Ebben az időszakban Csen Csün (Chen Qun) miniszter kilenc fokozatú rendszert vezetett be a tisztviselők számára. Ezt használták a későbbi dinasztiák is, míg a Szuj-dinasztia fel nem váltotta a császári versenyvizsga rendszerével.
Cao Pi úgy gondolta, hogy a Han-dinasztia azért bukott meg, mert a tartományi kormányzók túl sok hatalmat kaptak a kezükbe és kiestek a központi kormányzat ellenőrzése alól. Csökkentette a kormányzók szerepét (a korábbi felügyelőkére), a felügyelők pedig csak a polgári ügyeket intézhették a tartományaikban, a katonai ügyeket egy különálló személy intézte.

## Kultúra

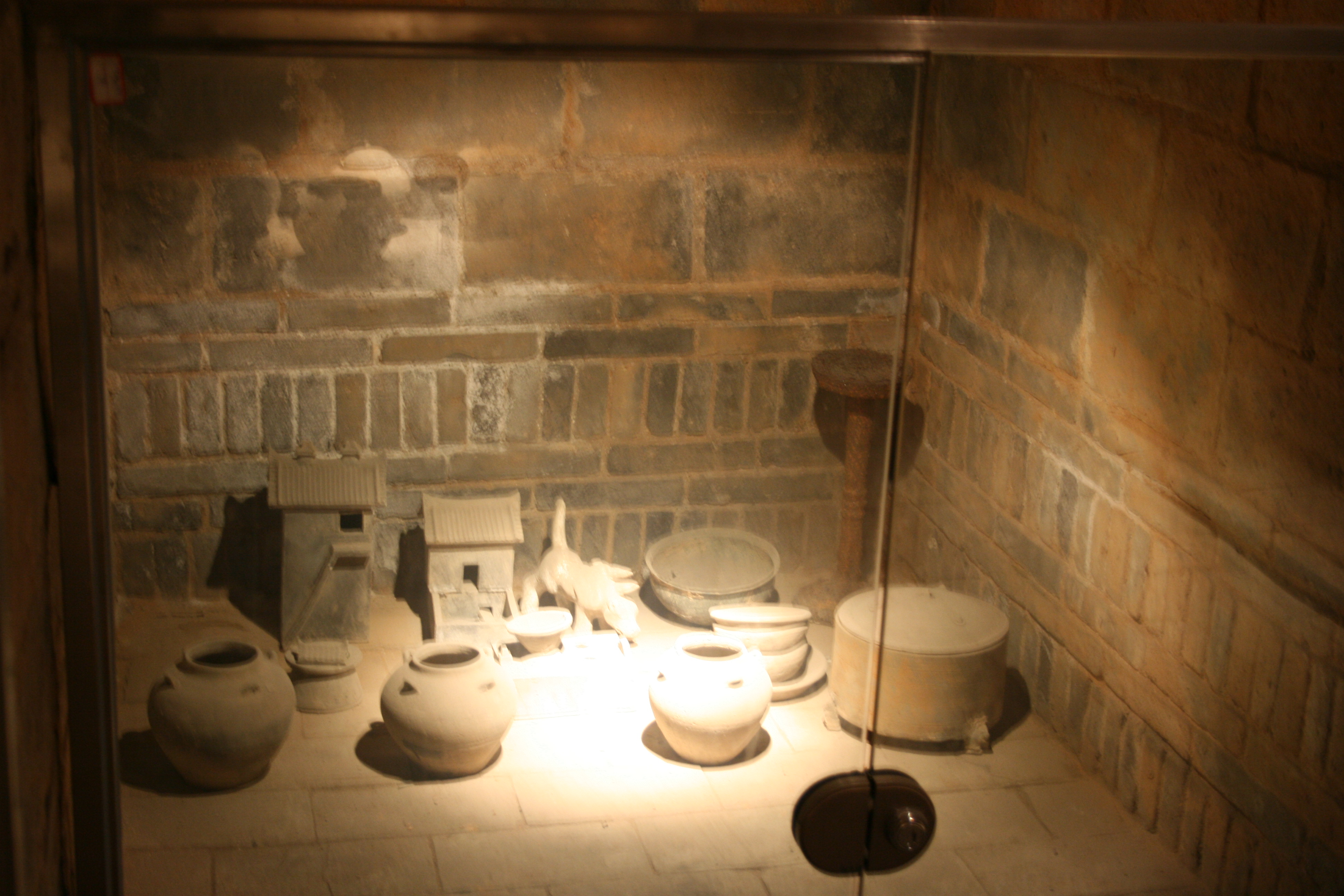
Cao Vej (Cao Wei)-korabeli (i. e. 247) sír

A kínai kalligráfia "rendes írásmódja" (kaj-su (kaishu)) valamikor a Keleti Han vége felé vagy a Cai Vej (Cao Wei) idején alakult ki, ugyanúgy mint a csien-an (Jian'an) költészeti stílus. A kaj-su (kaishu) első ismert mestere egy Vej (Wei)-beli hivatalnok, Csung Jao (Zhong Yao) volt; a csien-an (Jian'an)-é pedig Cao Cao fia, Cao Cse (Cao Zhi).
A Vej (Wei) dinasztia igen engedékeny, liberális kultúrpolitikát folytatott, így olyan intellektuális társaságok alakulhattak meg, mint pl. a Bambuszliget hét bölcse. A Csin (Jin)-dinasztiától kezdve ennek a szabadságnak vége szakadt, maga Sze-ma Ji (Sima Yi) is az ortodox konfuciánusokhoz közeledett, akik gyűlölték az új társaságokat és emiatt lelkesen támogatták a Sze-ma (Sima) klánt.

## Uralkodók
| Templomi név        | Posztumusz név             | Családnév (elöl) és személynév | Uralkodási idő | Korszaknév                                                                                               | Megjegyzés |
| ------------------- | -------------------------- | ------------------------------ | -------------- | --- | --- |
| (N/A)               | Kao (Gao) császár 高皇帝   | Cao Teng 曹騰                  | (N/A)          | (N/A) | Nem volt császár, posztumusz nevét Cao Zsuj (Cao Rui) adta neki.                                                                                               |
| (N/A)               | Taj (Tai) császár 太皇帝   | Cao Szung (Cao Song) 曹嵩      | (N/A)          | (N/A) | Nem volt császár, posztumusz nevét Cao Pi adta neki. |
| Taj-cu (Taizu) 太祖 | Vu (Wu) császár 武皇帝     | Cao Cao 曹操                   | 216–220        | (N/A) | Nem volt császár, posztumusz és templomi nevét Cao Pi adta neki.                                                                                               |
| Si-cu (Shizu) 世祖  | Ven (Wen) császár 文皇帝   | Cao Pi 曹丕                    | 220–226        | - Huangcsu (Huangchu) 黃初 (220–226)                                                                     | |
| Lie-cu (Liezu) 烈祖 | Ming császár 明皇帝        | Cao Zsuj (Cao Rui) 曹叡        | 227–239        | - Tajho (Taihe) 太和 (227–233) - Csinglung (Qinglong) 青龍 (233–237) - Csingcsu (Jingchu) 景初 (237–239) | |
| (N/A)               | (N/A)                      | Cao Fang 曹芳                  | 240–249        | - Csengsi (Zhengshi) 正始 (240–249) - Csiaping (Jiaping) 嘉平 (249–254)                                  | Detronizálása után Csi (Qi) hercege (齊王) lett. A Nyugati Csin (Jin) dinasztia idején utólag megkapta a Li Saoling (Li Shaoling) hercege (邵陵厲公) címet is. |
| (N/A)               | (N/A)                      | Cao Mao 曹髦                   | 254–260        | - Csengjüan (Zhengyuan) 正元 (254–256) - Kanlü (Ganlu) 甘露 (256–260)                                    | Utólagos címe Kao-kuj (Gaogui) hercege (高貴鄉公). |
| (N/A)               | Jüan (Yuan) császár 元皇帝 | Cao Huan 曹奐                  | 260–266        | - Csingjüan (Jingyuan) 景元 (260–264) - Hszienhszi (Xianxi) 咸熙 (264–266)                               | |

## Fordítás
- Ez a szócikk részben vagy egészben  a   Cao Wei című angol Wikipédia-szócikk ezen változatának fordításán alapul.  Az eredeti cikk szerkesztőit annak laptörténete sorolja fel. Ez a jelzés csupán a megfogalmazás eredetét és a szerzői jogokat jelzi, nem szolgál a cikkben szereplő információk forrásmegjelöléseként.